# Paso del Monte Moro
| Paso del Monte Moro | Paso del Monte Moro     |
| ------------------- | ----------------------- |
| Altura              | 2.868 m s. n. m.        |
| Coordenadas         | 45°59′50″N 7°58′01″E    |
| Países              | Italia Suiza            |
| Regiones            | Piamonte Valais         |
| Pueblos             | Macugnaga Saas-Almagell |

El Paso del Monte Moro (2.868 metros sobre el nivel del mar) es un paso de los Alpes, que conecta el Valle Anzasca italiano con el Saastal suizo.
El paso ya era conocido en la época de los romanos. Tuvo a lo largo de los siglos una gran importancia para la comunicación de los valles alpinos. El paso también fue utilizado por poblaciones Walser para su traslado entre Italia y Suiza.
Hoy en día, paso es asequible desde Macugnaga a través de un teleférico, y está incluido en las rutas de senderismo del Tour del Monte Rosa.